# Arnold Krumm-Heller
Heinrich Arnold Krumm-Heller (Salchendorf, 15 aprile 1876 – Marburgo, 19 aprile 1949) è stato un medico, scrittore, agente segreto e occultista tedesco che fondò la Fraternidad Rosacruz Antigua e partecipò alla rivoluzione messicana.

## Biografia
Arnold Krumm-Heller nacque a Salchendorf il 15 aprile del 1876. Heller era il cognome della madre. Lasciò la Germania a 18 anni col permesso delle autorità militari e lavorò in Cile, Perù e Messico principalmente come ricercatore scientifico. In Messico iniziò a studiare in modo metodico occultismo, gnosi e spiritualismo familiarizzandosi con i testi di Helena Blavatsky, Louis Claude de Saint-Martin, Gérard Encausse e Eliphas Lévi. Nel 1897 sposò Rita Aguirre Valera, che l'anno seguente partorì il figlio Hiram Aguirre. Tra il 1907 e il 1909 studiò medicina a Parigi e fece poi ritorno in Messico nel 1910.
Krumm-Heller divenne il medico curante del futuro presidente messicano Francisco Madero all'inizio del 1911. Secondo il MID (Military Intelligence Division degli Stati Uniti) lavorò nel 1912 per Felix A. Sommerfeld del Servizio Segreto Messicano. Nel 1913, ancora fornendo informazioni a Sommerfeld, che collaborava anche col servizio segreto della Marina militare tedesca, Krumm-Heller divenne un agente segreto per Venustiano Carranza che gli affidò missioni diplomatiche in Texas. L'allora governatore del Texas James E. Ferguson, con l'incoraggiamento del servizio segreto tedesco, fu il primo importante politico statunitense a riconoscere formalmente i Costituzionalisti di Venustiano Carranza come legittimo governo del Messico. Carranza inviò Krumm-Heller in missioni diplomatiche anche in Argentina e in Cile. Nel giugno del 1913 il governo di Victoriano Huerta fece arrestare Krumm-Heller che fu formalmente accusato di «intrattenere relazioni con socialisti e anarchici». La Germania intervenne in suo appoggio richiedendone il rilascio. Documenti dell'Archivio di Stato tedesco mostrano che il governo riteneva Krumm-Heller al più una persona strana, forse anche mentalmente disturbata, ma leale e freneticamente impegnato per il bene della propria patria.
Riapparso a El Paso nell'estate del 1913 l'ormai esperto medico si incontrò nuovamente con Carranza e venne arruolato come colonnello nell'esercito dei Costituzionalisti. Divenne il capo dell'artiglieria del generale Álvaro Obregón, ruolo che vari combattenti di origine tedesca ricoprivano anche grazie alle loro competenze di matematica e perché a quel tempo molti dei pezzi di artiglieria utilizzati erano di fabbricazione tedesca. Dopo lo scoppio della prima guerra mondiale nell'agosto del 1914 Krumm-Heller collaborò nuovamente col servizio segreto della Marina tedesca. Nel corso di una missione in Germania le autorità britanniche lo arrestarono come spia a Falmouth. Grazie alla propria cittadinanza messicana fu però in grado di riprendere il viaggio verso Berlino dove trascorse il resto della guerra come addetto militare presso l'ambasciata messicana. Tornato in Messico fondò la Società per la Croce di Ferro, un ordine a carattere germanico-imperialistico diretto da Carranza e del quale Krumm-Heller fu segretario. Nelle sue pubblicazioni si presentava come un "nazionalista razionale".
Dopo aver fatto ritorno in Germania divenne vescovo della Chiesa Gnostica. Aderì a vari fraternità e ordini esoterici tra i quali l'Ordo Templi Orientis (O.T.O.) e l'AMORC di Harvey Spencer Lewis. Conobbe Aleister Crowley, che ebbe una notevole influenza sulle sue idee. Crowley, che a Berlino aveva iniziato a dipingere, l'11 febbraio del 1932 scrisse nel proprio diario che «[Krumm-Heller] è qui con Peryt Shou». Simpatizzò per il fascismo tedesco e appoggiò l'ascesa di Adolf Hitler, sostenendo nell'aprile 1933 che questi fosse un grande combattente per la classe operaia e che le sue idee avrebbero dovuto essere adottate in tutte le nazioni. Agli occhi di Krumm-Heller il nazismo avrebbe creato una nuova filosofia e una nuova identità tedesche. Credeva inoltre che la persecuzione degli ebrei fosse una pura menzogna.
Aderì alla massoneria tramite il rito scozzese e il Rito Antico di Memphis-Mizraím. In Perù ricevette il nome simbolico di Huiracocha, col quale fu in seguito conosciuto negli ambienti esoterici. Fondò inoltre la Fraternitas Rosicruciana Antiqua (F.R.A.) dopo aver preso le distanze sia dall'Ordo Templi Orientis che dall'AMORC. Krumm-Heller morì all'età di 73 anni a Marburgo, il 19 aprile 1949.

## Pubblicazioni
- Mi sistema (1896)
- No Fornicarás (1908)
- Conferencias esotéricas (1909) - 1 ed -Casa editora Guerrero Hmnos
- Humboldt (1910)
- El Zodíaco Azteca en comparación con el de los Incas (1910)
- Los Tatwas y sus aplicaciones en la vida diaria (1911)
- La Ley de Karma (1912)
- Für Freihert und Recht (1916)
- Alfredo (1917)
- Hertha das Strassenmädchen (1917)
- Der Rosencreuzer aus Mexico (1918)
- Mexico mein Vaterland (1918)
- Rosa Cruz, novela de ocultismo iniciático (1926)
- Tratado de Quirología Médica (1927)
- El Tatwámetro o las vibraciones del éter (1927)
- El Secreto de la Suerte (1928)
- Logos, Mantran, Magia (1930)
- Biorritmo (1930)
- Rosa Esotérica (1930)
- Die Gnostische Kirche / La Iglesia Gnostica (1931)
- Plantas Sagradas (1934)
- Del Incienso a la Osmoterapia (1ed - Biblioteca del espiritu - vol -4 - ed cultura - chile 1936)
- Arisches Weistum (1935)
- Akademie für die Rechte der Völker (1939)
- Osmologische Heilkunde (1955)